# فرخ سعيدي
فرخ سعيدي ( الفارسية : فرخ سعیدی) (من مواليد 22 نوفمبر 1929 في طهران ، إيران ) هو عالم وجراح إيراني وأكاديمي ووكيل سابق لوزارة التعليم الطبي والخدمات الصحية في إيران.  

## روابط خارجية
- مستشفى نيمازي[وصلة مكسورة]
- كلية الطب بجامعة بهلوي
- الأكاديمية الإيرانية للعلوم الطبية
- http://twas.ictp.it/ نسخة محفوظة 31 يوليو 2013 على موقع واي باك مشين.